# Főnix Aréna
|  |

Arena Főnix (în maghiară Főnix Aréna), situată în Kassai út 28, este o sală multifuncțională din Debrețin, Ungaria. Sala este proprietatea Cívis Ház Zrt. și este administrată de Debreceni Sportcentrum Közhasznú Nonprofit Kft. Cívis Ház Zrt. este subsidiarul Debreceni Vagyonkezelő Zrt., o societate comercială deținută de orașul Debrețin.
Sala, proiectată de arhitectul Miklós Heppes, a fost construită în 2002 pe parcursul a 270 de zile și reprezintă o adaptare a Saku Suurhall (denumită din motive de sponsorizare Unibet Arena) din Tallinn, Estonia, proiectată de arhitecții Esa Viitanen și Andres Kariste, terminată în 2001. În 2021 sala a fost renovată cu costul a 3,1 miliarde forinți și redenumită din Sala Főnix (în maghiară Főnix Csarnok) în Arena Főnix (în maghiară Főnix Aréna). Dispune de un teren de joc cu o suprafață de până la 3 080 m2, măsoară între 63 m x 30 m (cu tribunele mobile extinse) și 70 m x 44 m (cu tribunele mobile retrase) și poate găzdui 5 898 spectatori la evenimente sportive și 12 347 spectatori la concerte (pe terenul de joc și în tribune). Clădirea are o dispunere simetrică a încăperilor cu terenul de joc așezat în centru. Intrarea principală este amplasată pe axa longitudinală, pe latura estică a clădirii iar pe partea opusă, cea vestică, se află încăperile de serviciu. Pe latura nordică a clădirii se află vestiarele, șase cu o suprafață de 50 m2, două cu o suprafață de 18 m2 și două cu o suprafață de 12 m2 iar pe latura opusă, cea sudică, se află o sală multifuncțională cu o suprafață de 348,5 m2 care măsoară 41 m x 8,5 m. Tribunele de la nivelul parterului, din imediata apropiere a terenului de joc, sunt mobile și telescopice astfel încât suprafața acestuia poate fi restrânsă ori extinsă în funcție de evenimentul desfășurat. Pentru accesul spectatorilor în cele patru colțuri ale clădirii sunt amplasate scări și lifturi. A fost construit un pasaj subteran care leagă Arena Főnix de Sala Sporturilor „Imre Hódos” (în maghiară Hódos Imre Sportcsarnok). De asemenea, scările care deservesc acel pasaj subteran sunt suplimentate de un lift. La etajul II se află un restaurant în spațiul de deasupra intrării cu vedere la terenul de joc. La etajul III se află un restaurant și loje care oferă acces exclusiv la tribune situate în fața lor. De asemenea, există 6 bufete, 4 la etajul I și 2 la etajul II. Sala dispune de o parcare cu o capacitate de 483 de locuri, dintre care 28 de locuri pentru autobuze.
Printre evenimentele găzduite de sală se numără:
- Campionatul Mondial de Gimnastică Artistică din 2002[5][11];
- Turneul Final al Cupei Ungariei la Baschet Masculin din 2003[12];
- Campionatul European de Handbal Feminin din 2004[13][14][15];
- Partida de handbal feminin Ungaria-Europa cu prilejul aniversării a 75 de ani de la înființarea Federației Ungare de Handbal de pe 1 iunie 2008[16][17][18];
- Etapa a II-a a Cupei Mondiale la Gimnastică Ritmică din 2010[19];
- Campionatul European de Kendo din 2010[5][20];
- Turneul Final Four al EuroChallenge din 2012[21];
- Campionatul European la Fotbal în Sală din 2010[22];
- Campionatul Mondial de Patinaj Viteză pe Pistă Scurtă din 2013[23];
- Etapa a I-a a Cupei Mondiale la Gimnastică Ritmică din 2014[24][25][26];
- Campionatul European de Handbal Feminin din 2014[27][14][28][29][30];
- Campionatul European de Baschet Feminin din 2015[31];
- Campionatul Mondial de Patinaj Artistic pentru Tineret din 2016[32][33][34];
- Turneul Final Four al Cupei Ungariei la Handbal Masculin din 2017[35];
- Turneul Final al Cupei Ungariei la Baschet Masculin din 2018[36];
- Turneul Final Four al Cupei Ungariei la Handbal Masculin din 2018[37];
- Campionatul Mondial de Handbal Feminin pentru Tineret din 2018[38];
- Turneul Final Four al Cupei Ungariei la Handbal Feminin din 2019[39];
- Turneul Final Four al Cupei Ungariei la Handbal Masculin din 2019[40];
- Campionatul European de Patinaj Viteză pe Pistă Scurtă din 2020[41][42][43];
- Partida Ungaria-Belgia din cadrul Cupei Davis 2020[44][45][46];
- Etapa a III-a a Cupei Mondială de Patinaj Viteză pe Pistă Scurtă din 2021[47][48];
- Campionatul European de Handbal Masculin din 2022[49];
- Turneul Final Four al Cupei Ungariei la Handbal Feminin din 2022[50];
- Turneul Final Four al Campionatului European de Fotbal în Sală Feminin din 2023[51][52][53];
- Campionatul Mondial de Baschet Masculin pentru Tineret din 2023[54][55];
- Turneul 1 de calificare la Jocurile Olimpice de vară din 2024[56][57];
- spectacole Győri Balett, Budapesti Operettszínház, Madách Színház și Lord of the Dance[5][58][59];
- concerte Kodály Filharmonikusok, Bryan Adams[60], Joe Cocker, Mike Oldfield[61], Ákos, Lenny Kravitz, Iron Maiden[62], Tankcsapda[63], Paco de Lucía, Deep Purple[64], Nox[65], Jethro Tull[66], Ghymes, Omega[67], Thomas Anders, David Guetta, Punnany Massif, Tiësto, Status Quo, Jean Michel Jarre, Ferenc Demjén, Sting[5][68];